# Union County (Mississippi)
Das Union County ist ein County im US-amerikanischen Bundesstaat Mississippi. Im Jahr 2020 hatte das County 27.777 Einwohner und eine Bevölkerungsdichte von 25,8 Einwohnern pro Quadratkilometer. Der Verwaltungssitz (County Seat) ist New Albany, das nach der Stadt Albany in Georgia benannt wurde.

## Geografie
Das County liegt im Norden von Mississippi und hat eine Fläche von 1080 Quadratkilometern, wovon vier Quadratkilometer Wasserfläche sind. An das Union County grenzen folgende Nachbarcountys:
| Marshall County  | Benton County, Tippah County |                 |
|                  |                              | Prentiss County |
| Lafayette County | Pontotoc County              | Lee County      |

## Geschichte
Das Union County wurde am 7. Juli 1870 aus Teilen des Pontotoc County und des Tippah County gebildet.

## Demografische Daten
Nach der Volkszählung im Jahr 2010 lebten im Union County 27.134 Menschen in 10.163 Haushalten. Die Bevölkerungsdichte betrug 25,2 Einwohner pro Quadratkilometer. In den 10.163 Haushalten lebten statistisch je 2,65 Personen.
Ethnisch betrachtet setzte sich die Bevölkerung zusammen aus 83,2 Prozent Weißen, 15,1 Prozent Afroamerikanern, 0,3 Prozent amerikanischen Ureinwohnern, 0,2 Prozent Asiaten sowie aus anderen ethnischen Gruppen; 1,2 Prozent stammten von zwei oder mehr Ethnien ab. Unabhängig von der ethnischen Zugehörigkeit waren 4,5 Prozent der Bevölkerung spanischer oder lateinamerikanischer Abstammung.
25,7 Prozent der Bevölkerung waren unter 18 Jahre alt, 59,8 Prozent waren zwischen 18 und 64 und 14,5 Prozent waren 65 Jahre oder älter. 51,2 Prozent der Bevölkerung war weiblich.

Das jährliche Durchschnittseinkommen eines Haushalts lag bei 35.928 USD. Das Pro-Kopf-Einkommen betrug 17.945 USD. 19,8 Prozent der Einwohner lebten unterhalb der Armutsgrenze.

## Ortschaften im Union County
City
- New Albany

Towns
- Myrtle
- Sherman1

Unincorporated Communities
| - Alpine - Blue Springs - Branyan - Center - Etta | - Fairfield - Ingomar - Jugfork - Keownville - Mound City | - New Harmony - North Haven - Pumpkin Center - Wallerville |

1 – teilweise im Lee und im Pontotoc County

## Gliederung
Das Union County ist in fünf durchnummerierte Distrikte eingeteilt:
| Distrikt | Einwohner (2010) | FIPS     |
| -------- | ---------------- | -------- |
| 1        | 5509             | 28-90657 |
| 2        | 5457             | 28-91395 |
| 3        | 5611             | 28-92133 |
| 4        | 5320             | 28-92871 |
| 5        | 5237             | 28-93609 |